# Macieira de Alcoba
Macieira de Alcoba era una freguesia ("parròquia civil") portuguesa del municipi d'Águeda, amb una superfície de 7,69 km² i 84 habitants (2011). La seva densitat de població era de 10,9 habitants/km². Està compost fonamentalment pel poble serrà de Macieira d'Alcoba.
En el marc de la reforma administrativa nacional de 2013, va ser fusionada amb les freguesias de Préstimo per donar lloc a una nova, Préstimo e Macieira de Alcoba.